# Președintele Belarusului
Președintele Belarusului (belarusă Прэзідэнт Рэспублікі Беларусь, rusă Президент Республики Беларусь) este șeful de stat al Belarusului. Funcția a fost creată în 1994, odată cu adoptarea Constituției din Belarus de către Sovietul Suprem. Aceasta a înlocuit funcția de Președinte al Sovietului Suprem, ca șef de stat. Sarcinile președintelui includ politica externă și politica internă, datoria de a apăra drepturile și bunăstarea generală a cetățenilor și a rezidenților și respectarea Constituției. Președintele este împuternicit de Constituție pentru a acționa ca principal reprezentant în străinătate. Atribuțiile, responsabilitățile și alte clauze tranzitorii care au de-a face cu președinția sunt enumerate în Capitolul Trei, între articolele 79 și 89 din Constituție. Printre atribuțiile pe care le are președintele Belarusului se numără și conferirea decorațiilor și titlurilor de onoare sau acordarea de grațieri.
Mandatul președintelui este de cinci ani, dar din cauza unei referendum, din 1996, alegerile ce urmau să aibă loc în 1999 au fost mutate în 2001. Conform constituției din 1994, președintele putea obține doar două mandate, dar în urma schimbării constituției, limita a fost ridicată. Până în prezent au avut loc cinci alegeri prezidențiale, în 1994, 2001, 2006 și 2010. Ultimele alegeri au avut loc pe 11 octombrie 2015. Aleksandr Lukașenko a fost singura persoană care a servit ca Președinte de la alegerile din 1994.
Președinția își are sediul în Palatul Republicii, în Minsk, în timp ce reședința prezidențială este situată în Zaslawye (Заслаўе), Raionul Minsk.

## Legături externe
- en  be  ru  Site oficial